# Пароочиститель

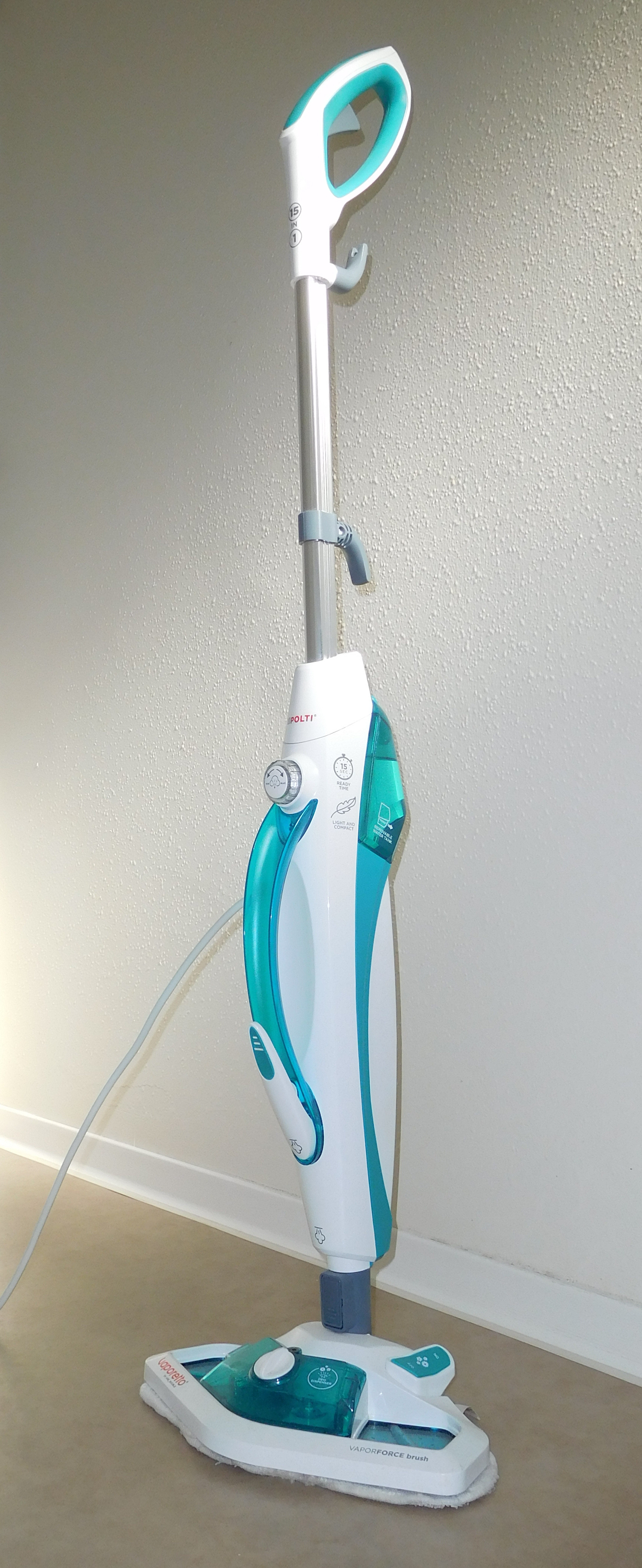
Переносной пароочиститель.
Фото: Cjp24.

Пароочиститель (иногда парогенератор) — прибор, используемый для чистки и дезинфекции поверхностей и материалов, устойчивых к воздействию горячего пара
Способность пароочистителей производить пар с достаточно низкой влажностью позволяет использовать их как в промышленности или производстве, так и в домашнем хозяйстве.

## Принцип действия
Чистящее действие пароочистителя достигается за счёт совмещения растворяющих свойств воды, температуры и механики. Наличие последней, обеспечивает воздействие струй и/или специальной насадки (латунных, полипропиленовых щёток различной формы, салфеток из микроволокна).
Пар генерируется в резервуаре, который нагревает находящуюся там воду до температуры 115-155°C для производства пара низкого давления (несколько атмосфер) и низкой влажности (4-6 %).
В резервуаре под действием нагревательного элемента вода закипает и превращается в пар, в баке образуется избыточное давление. При открывании спускового клапана струя пара выходит в паропровод, а затем в насадку и на очищаемую поверхность. Попав на поверхность, горячий пар расплавляет парафинирующие вещества, растворяет и эмульгирует ряд загрязнителей, смачивает загрязнитель, проникает между загрязнителем и поверхностью, что приводит к отслоению грязи.
Затем грязь может быть с лёгкостью удалена пылесосом или салфеткой в зависимости от очищаемого материала.

## Виды пароочистителей
По назначению:
- бытовые,
- профессиональные передвижные,
- профессиональные стационарные.

По мобильности:
- ручные,
- лёгкие на собственном шасси,
- тяжелые на собственном шасси,
- устанавливаемые на автомобили,
- стационарные.

## Использование
Пароочистители относятся к экологически чистым приборам, нашедшим своё место в различных областях жизни.
Среди особенностей их использования можно выделить следующие:
- для эффективного применения они не требуют чистящих средств[3];
- способны обеззараживать без использования дезинфицирующих веществ[4];
- не требуют использования химикатов для уничтожения пылевых клещей в коврах, постельном белье и мягкой мебели[5];
- способен очищать воздух в помещении.